# Бема
Бѐма (на италиански: Bema) е село и община в Северна Италия, провинция Сондрио, регион Ломбардия. Разположено е на 800 m надморска височина. Населението на общината е 121 души (към 2010 г.).